# Lamine Doghri
Lamine Doghri, né le 25 mai 1961 à Tunis, est un homme politique tunisien.
Il est brièvement secrétaire d'État auprès du ministre du Développement régional et de la Planification, Jameleddine Gharbi, en 2011-2012. Il est nommé ministre du Développement et de la Coopération internationale dans le gouvernement Ali Larayedh.

## Biographie

### Carrière professionnelle
Nommé en décembre 2011 dans le gouvernement Hamadi Jebali comme secrétaire d’État auprès du ministre du Développement régional et de la Planification, il quitte ses fonctions après quatre mois, départ qui s'expliquerait par des différends avec son ministre de tutelle, Jameleddine Gharbi. Il regagne le poste qu'il occupait dans une institution financière internationale basée à Djeddah.
Il est nommé ministre du Développement et de la Coopération internationale dans le gouvernement Ali Larayedh ; Noureddine Kaâbi est son secrétaire d'État.

## Vie privée
Lamine Doghri est marié et père de deux enfants.